# Kammersrohr
Kammersrohr (gsw. Chammersrohr) – miejscowość i gmina w Szwajcarii, w kantonie Solura, w jednostce administracyjnej (Amtei) Solura-Lebern, w okręgu Lebern. Pod względem liczby mieszkańców jest najmniejszą gminą w Szwajcarii (31 grudnia 2019).
Gmina została po raz pierwszy wspomniana w dokumentach w 1374 roku jako ze Rore.

## Demografia
W 2021 roku w Kammersrohr mieszkały 33 osoby. W 2021 roku 6,1% populacji gminy była urodzona poza Szwajcarią.
W 2000 roku 26 osób (94,9% populacji) mówiło w języku niemieckim, a po jednej osobie (2,5%) w języku angielskim i polskim.

Zmiany w liczbie ludności są przedstawione na poniższym wykresie:
Niezależnie od niewielkiej liczby mieszkańców gminy politycznej Kammersrohr, jako Bürgergemeinde (gmina obywatelska) miała w 2010 r.  958 obywateli, z których żaden nie mieszkał w gminie.